# Pinckneyville
Pinckneyville är en stad (city) i Perry County, i delstaten Illinois, USA. Enligt United States Census Bureau har staden en folkmängd på 5 634 invånare (2011) och en landarea på 10,5 km². Pinckneyville är huvudort i Perry County.